# 葡萄柚
葡萄柚（学名：Citrus × paradisi）又稱西柚，是芸香科柑橘屬的一種亚热带植物。為常見的水果之一。起源于17世纪的巴巴多斯，为当地从亚洲引入种植橙（Citrus sinensis）及柚子（Citrus maxima）后而出现的杂交种，当地人发现时，一度戏称此果为“禁果”。

## 型態

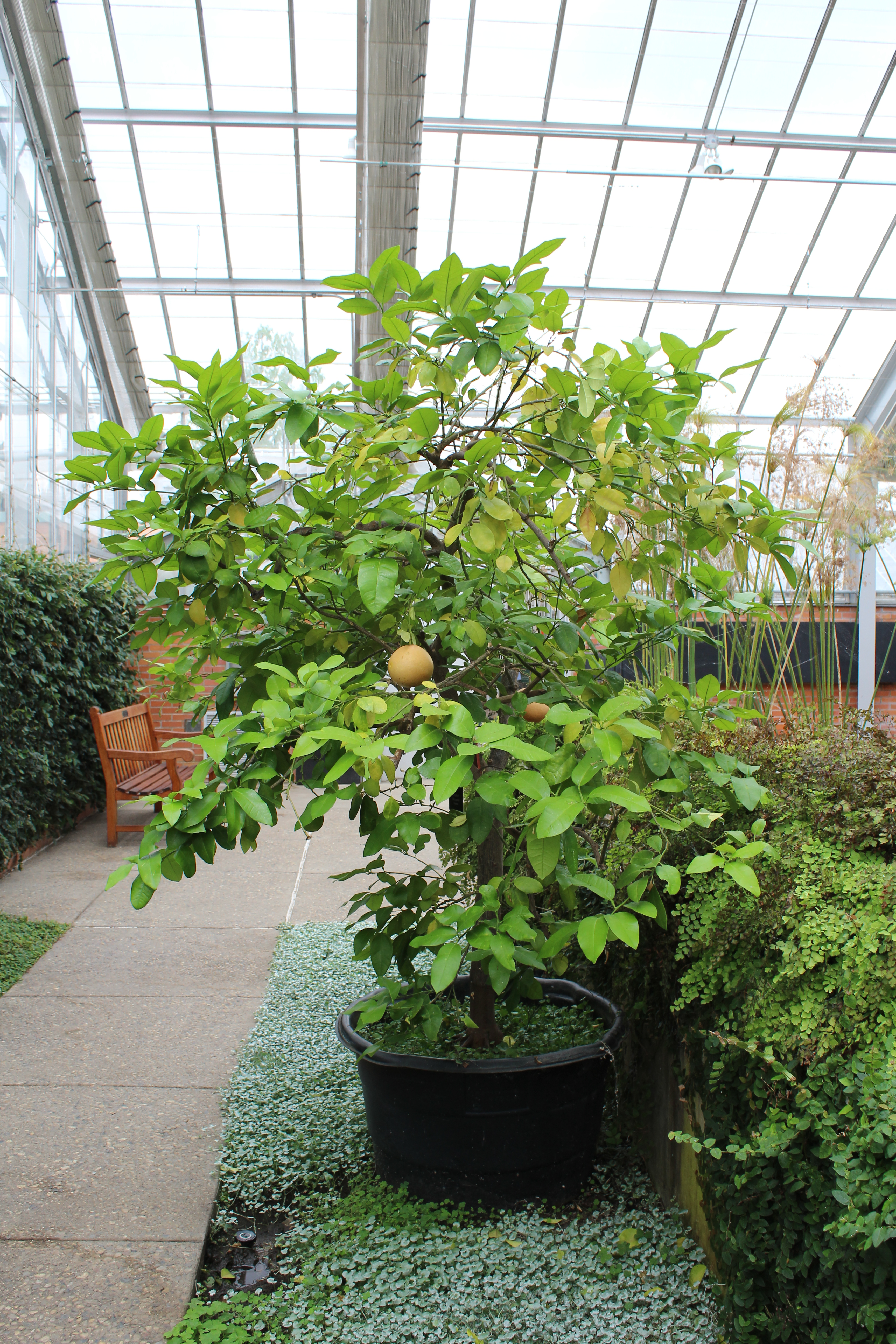
一株葡萄柚

常绿喬木，通常高度为5-6米，最高可达13-15米。叶子狭长，为深绿色，花为四瓣白色。果实为扁球形，直径10-15cm，皮为黄橙色，常数十个簇生成穗，形似葡萄，故名。果肉分瓣且酸，品种不同其颜色也有区别，包括白色、粉红和红色。

## 外觀及味道

葡萄柚硫醇

葡萄柚種類繁多，其中分別之一為果肉的顏色 ，包括最常見的紅色、白色和粉紅色。
其味道主要以酸味為主，某些品種略帶甜味。葡萄柚硫醇為葡萄柚其味道和香味的主要構成化合物。

## 營養價值
葡萄柚富有維他命C、果膠及番茄紅素。每100克的葡萄柚帶有維他命C參考每日攝入量的兩成以上。有研究指出葡萄柚能夠降低體內膽固醇，其種子亦有抗氧化成份。。由於葡萄柚的升糖指數較低，以葡萄柚作主要元素的葡萄柚飲食法被指能夠協助代謝系統燃脂。
葡萄柚籽精華素被某些廠商宣傳為天然的防腐劑，但研究指出其抗菌特性實際上來自对羟基苯甲酸酯等合成防腐劑對種子原料的污染。

## 禁忌
- 葡萄柚會加強或抵銷許多常見藥物（如心血管用藥、降血脂藥物、抗組織胺藥、 器官移植抗排斥藥等）的作用，讓藥物在人體內積存而使濃度增加及滯留時間延長，就像服藥過量一般，藥物從有益變成有害，導致容易產生副作用，嚴重時甚至會造成死亡。[11][12]西柚不能与药同时吃，间隔最好在24小时以上。
- 雖非所有的柚子會跟藥物產生不良反應，但食用時必須注意，像葡萄柚在与部分药物同服时才会引起不良反应。[13]

## 历史
18世纪在巴巴多斯首次杂交培育。它曾与同为柑橘属的柚子被混为一类。19世纪后期这种水果开始受人欢迎，之前只是一种装饰性植物。美国很快成为主要生产国，在佛罗里达州，德克萨斯州，亚利桑那州，和加利福尼亚州均有种植。中国在20世纪初引进。

## 生產

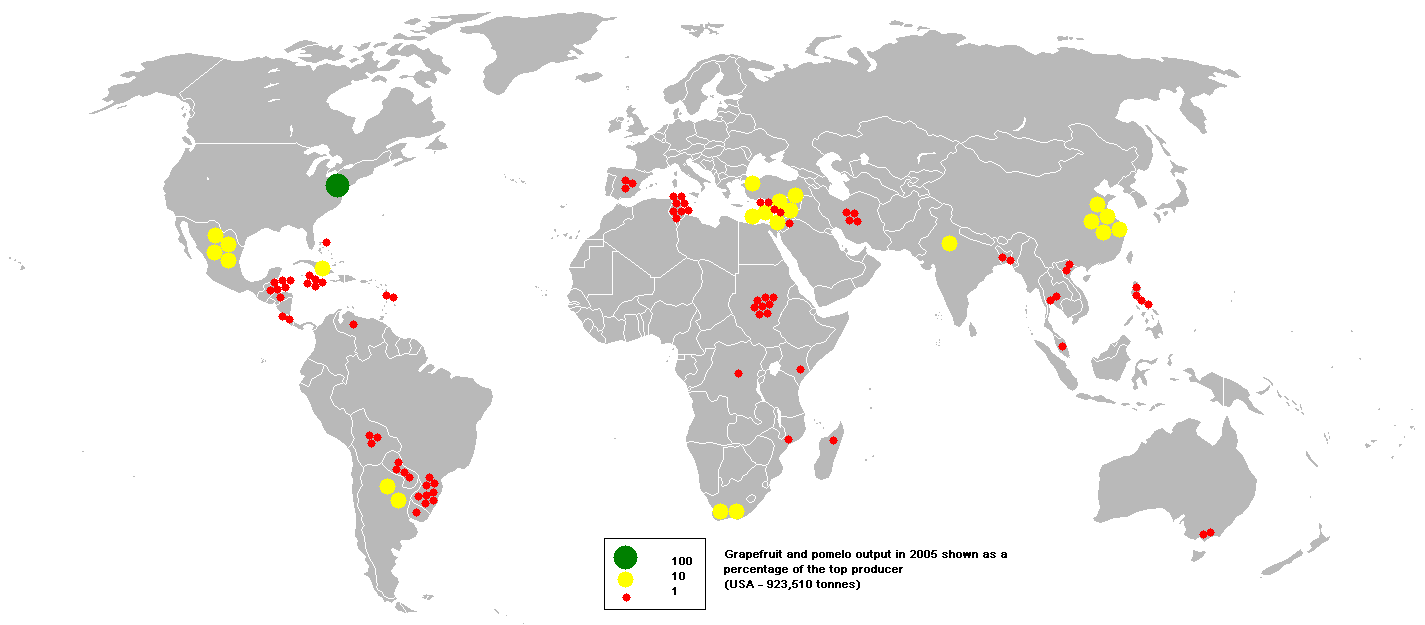
在2005年葡萄柚與柚子的各國產量

美國是世界最大的葡萄柚與柚子的生產國，而中國、南非分居二、三位。
| 美国 | 1580000 |   |
| 中华人民共和国 | 547000  | F |
| 南非 | 430000  | F |
| 墨西哥 | 390000  | F |
| 叙利亚 | 290000  | F |
| 以色列 | 245000  | * |
| 土耳其 | 181923  |   |
| 印度 | 178000  | F |
| 阿根廷 | 176000  | F |
| 古巴 | 175000  | F |
| 世界生產量 | 5060000 | A |
| 無備註 = 官方數據, P = 官方數據, F = FAO估計產量, * = 非官方/半官方/少量數據, C = 計算數據 A = 合計 (可能包括官方數據、半官方數據或估計產量); 資料來源: Food And Agricultural Organization of United Nations: Economic And Social Department: The Statistical Division |         |   |

## 其他用途
药物效应动力学中，葡萄柚對某些藥物抗代謝的特性能夠令藥物用量降低，並減低成本。